# التصنيف البشري

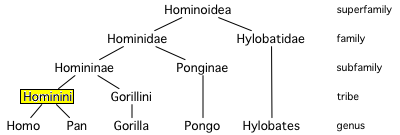
بشراناوية

تصنيف الإنسان أو التصنيف البشري هو تصنيف الجنس البشري (الاسم المنهجي: البشر العاقلين) ضمن التصنيف الحيواني. الجنس المنهجي وهو الهومو مصمم ليشمل كل من البشر المعاصرين تشريحياً وأصناف منقرضة من الإنسان القديم. يتم تصنيف البشر الحاليين على أنهم نوع فرعي من البشر العاقلين متباينين عن سلفهم المباشر الإنسان العاقل البالغ.
زادت المعرفة حيال التطور البشري بشكل كبير وذلك منذ إدخال الأسماء المنهجية في القرن الثامن عشر وقد تم اقتراح العديد من الأصناف الوسيطة منذ القرن العشرين إلى أوائل القرن الحادي والعشرين. تعتبر المجموعات التصنيفية الأكثر قبولاً على نطاق واسع بأن جنس الهومو قد نشأ منذ حوالي مليونين إلى ثلاثة ملايين عام ومقسم إلى نوعين على الأقل هما الإنسان المنتصب القديم والإنسان العاقل المعاصر بالإضافة إلى عشرة اقتراحات أخرى للأنواع التي لا يعترف بها عالمياً.
يتم تصنيف الهومو ضمن قبيلة أشباه البشر إلى جانب جنس البان (الشمبانزي) ويقدر أن الأجناس قد تباعدت على مدى فترة طويلة من التهجين امتدت ما يقرب من 10 إلى 6 ملايين عام مع اختلاط ممكن في وقت متأخر من 4 ملايين عام.
من شأن اقتراح قدمه وود وريتشموند (2000) أن يقدم أشباه البشر كعائلة فرعية إلى جانب الأسترالوبيثسين مع جنس الهومو كالجنس الوحيد المعروف ضمن عائلة أشباه البشر.
قبل التصنيف العلمي الحالي للبشر، قام الفلاسفة والعلماء بمحاولات متعددة لتصنيف البشر. لقد قدموا تعريفات للإنسان وخطط لتصنيف أنواع البشر. لقد صنف علماء الأحياء مرة الأجناس على أنها سلالات إلا أن علماء الأنثروبولوجيا اليوم يرفضون مفهوم العرق وينظرون إلى الإنسانية على أنها سلسلة وراثية مترابطة. يستمر تطور تصنيف البشر البشري.
يشمل التصنيف الإنساني من جهة وضع البشر ضمن تصنيف القردة العليا ومن ناحية أخرى تقسيم البشري القديم والحديث إلى فصائل أنواع فرعية إن وجدت. تم تطوير تصنيف علم الحيوان الحديث بواسطة كارل لينيوس خلال ثلاثينيات القرن التاسع عشر إلى السبعينيات. أطلق على الجنس البشري اسم الإنسان العاقل في عام 1758 باعتباره النوع الوحيد من الجنس البشري وينقسم إلى عدة سلالات تتوافق مع الأجناس العظيمة.
يعود تاريخ اكتشاف أول نوع بشري قديم منقرض من السجل الأحفوري إلى منتصف القرن التاسع عشر وهو إنسان النياندرتال المصنف في عام 1864. ومنذ ذلك الحين تم تسمية عدد من الأنواع القديمة الأخرى ولكن لا يوجد إجماع عالمي على عددها الدقيق. بعد اكتشاف إنسان النياندرتال والذي حتى لو كان يعتبر «قديم» إلا أنه معترف به كإنسان بشكل واضح إذ انشغلت الأنثروبولوجيا في إيجاد الحلقة المفقودة بين المفترضة بين جنس الهومو وجنس البان وقد امتد ذلك من أواخر القرن التاسع عشر إلى أوائل القرن العشرين.

## نظرة تاريخية
يتضمن التصنيف البشري وضع البشر ضمن تصنيف الأنواع البشراونية (القردة العليا)، وتقسيم البشر القدامى والحديثين إلى أنواع، وإن أمكن، أنواع فرعية. طور كارل لينيوس تصنيف علم الحيوان الحديث بين ثلاثينات وخمسينات القرن الثامن عشر. أطلق على الجنس البشري اسم الإنسان العاقل في عام 1758، واعتبره النوع الوحيد في جنس هومو، الذي ينقسم إلى عدة أنواع فرعية تتوافق مع الأعراق العظيمة. يشير الاسم اللاتيني هومو إلى «الإنسان». اقتُرح اسم البشرانيات المنهجي من قِبل جورج إدوارد جراي عام 1825.
يعود تاريخ اكتشاف أول نوع بشرية قديمة منقرضة في السجل الأحفوري إلى منتصف القرن التاسع عشر: هومو نياندرتال، المصنف في عام 1864. منذ ذلك الحين، تم تسمية عدد من الأنواع القديمة الأخرى، ولكن لا يوجد إجماع عالمي على عددها الدقيق. بعد اكتشاف هومو نياندرتال، والذي يُعتبر نوعًا بشريًا على الرغم من أنه قديم، انشغل علماء الأنثروبولوجيا في أواخر القرن التاسع عشر وأوائل القرن العشرين بإيجاد «الحلقة المفقودة» المزعومة بين جنسي الهومو والبان. كانت خدعة «إنسان بلتداون» عام 1912 عرضًا احتياليًا لمثل هذه الأنواع الانتقالية. منذ منتصف القرن العشرين، أصبحت معرفة تطور البشرانيات أكثر تفصيلًا، وتم تغيير المصطلحات التصنيفية عدة مرات لتعكس ذلك.